# 鄭天熊
鄭天熊（1930年—2005年5月7日），又名雅文，廣東中山人，香港太極拳家，創編了「吳派鄭式太極拳」。

## 生平
出生於廣東中山縣。幼時曾學習過洪拳。移居香港後，隨其叔父、吳氏太極拳傳人鄭榮光學習太極拳。1946年，經鄭榮光引薦，隨齊敏軒（智孟居士）學習太極拳。
1957年，他在台灣的台港澳國術擂台比賽上擊敗形意派（一說為少林拳）的余文通。從1969年起，開始帶領弟子參與香港、台灣和東南亞等地的多項擂台比賽。1972年成立「香港太極學會」，1979年更名為香港太極總會。
在90年代時逐漸隱退，在家鄉捐建敬老院、学校、自来水工程等設施，於90年代末期回鄉定居。2005年5月7日，因糖尿病并发症而在广东省中山市去世，享年75歲。